# Scarlet Ortiz
Hevis Scarlet Ortiz Pacheco (Caracas, 12 de marzo de 1974) es una actriz, modelo y presentadora de televisión venezolana.
Conocida protagonizar las telenovelas Todo sobre Camila (2002) y Mi vida eres tú (2006).

## Biografía
Casada con el actor Yul Bürkle y madre de la pequeña Bárbara Briana, como fruto de esa unión. Sus éxitos se resumen en la telenovela Secreto de amor, que si bien no representó un rol ambicioso en su carrera, gozó de muy buena aceptación internacional. Un caso bien distinto fue Mis 3 hermanas, ya que allí estelarizó una de las telenovelas más exitosas de la década de los 2000 en RCTV.
En Colombia se consolida como una protagonista de carácter con el personaje de una inusual trabajadora sexual en Todos quieren con Marilyn, de RCN. De la mano de Televen y Cadena Tres, en una coproducción de México y Venezuela, regresó a su país natal en 2012 con Dulce amargo, robando la atención de la prensa por manejar con destreza la complejidad de un personaje -Mariana- introspectivo y lleno de conflictos.
Scarlet fue Miss Sucre en el Miss Venezuela 1992. Comenzó su carrera artística en el programa infantil Nubeluz junto a Gaby Espino y Concetta Lo Dolce, bajo el asesoramiento y la dirección artística de los profesores Aquiles Ortega Navas y Nelson Ortega, programa que anteriormente era grabado en Perú pero que para aquella época mudó todo su equipo de producción a Caracas. Para 1996, renunció a Nubeluz y emprendió su carrera como actriz como la protagonista de la telenovela Llovizna, realizada por la productora independiente Marte TV para la cadena RCTV. La telenovela logró un moderado éxito local, pero logró una excelente recepción en el extranjero.
Para finales de 1997, hizo el único papel antagónico de su carrera hasta la fecha en Niña mimada, producida por RCTV, dónde personificó Federica. A finales de 1998 obtuvo otro protagónico en RCTV con Luisa Fernanda.
Luego de esa telenovela se tomó un descanso hasta el año 2000, cuando regresó como protagonista en RCTV con la telenovela Mis 3 hermanas, junto a Ricardo Álamo y Roxana Díaz. La telenovela fue un gran éxito y reivindicó a RCTV como productora de telenovelas tras un largo período de fracasos. Tuvo muy buenas ventas, y tras esta telenovela, se vence su contrato con RCTV y se internacionaliza se va a Colombia a realizar una participación en la telenovela de RCN Yo soy Betty, la fea, interpretándo a Alejandra Sing.
Tras realizar su trabajo en Yo soy Betty, la fea, fue llamada por Venevisión para protagonizar una telenovela en Miami Secreto de amor; compartió junto al galán peruano-venezolano Jorge Aravena, la colombiana Aura Cristina Geithner, como villana junto a la venezolana Astrid Gruber. Fue estrenada por Venevisión en julio de 2001.
En 2002, fue llamada por Luis Llosa para protagonizar una telenovela en Perú con Iguana Producciones bajo la distribución de Venevisión International, Todo sobre Camila. Tras esa telenovela, regresó a Colombia a protagonizar para RCN junto al venezolano Jorge Reyes.
En 2006 actuó en Mi vida eres tú, nuevamente junto a Jorge Aravena, para Venevisión Productions. Sin embargo, esta telenovela fue un gran traspiés en el horario vespertino de Univisión pero le fue mejor en el extranjero. Tras esta telenovela, protagonizó una telenovela en República Dominicana junto al mexicano Víctor González y José Luis Rodríguez "El Puma", también para Iguana Producciones y Venevisión International, Trópico, que fue un éxito en dicho país y tuvo aceptables resultados en el horario de la 1pm/12c.
En 2007, formó parte del elenco de la versión en español de Desperate Housewives, titulada Amas de casa desesperadas, junto a Gabriela Vergara, Lorna Paz, Julieta Rosen, Ana Serradilla y la internacional Lucía Méndez como narradora de la misma. Fue transmitida a las 10pm/9c por Univisión en 2008, con resultados aceptables sin ser un gran éxito.
Para finales de 2008, regresó a las telenovelas con una nueva historia del escritor de Secreto de amor, Alberto Gómez y con Venevisión Productions, junto a José Ángel Llamas, titulada Alma indomable, con un elenco en que también participan Karina Mora, Lisette Morelos, Lilibeth Morillo, y Luis José Santander.
En marzo de 2010, Scarlet dio a luz a su primera hija, Bárbara Briana, en la ciudad de Miami, fruto de su relación con el también actor Yul Burkle, con quien ya lleva varios años.
Participó en la versión para Univision del reality Mira quien baila, en el que también participan: Marcelo Buquet, Niurka Marcos, Jon Secada y Jackie Guerrido, entre otros.
En 2011, ingresó a Televisa para protagonizar la versión mexicana de Rafaela junto a Jorge Poza, producida por Nathalie Lartilleux. Su desempeño no provocó rechazo en la prensa mexicana, pero la telenovela no logró el éxito esperado.
Pasados 12 años, Ortiz regresa a su país de origen para protagonizar la primera telenovela internacional producida y transmitida por Televen y Cadena Tres: Dulce amargo, adaptación de la serie chilena Los 30 que mantuvo niveles interesantes de audiencia, superando al competidor más cercano en Venezuela. Scarlet regresó a su país, entonces, con su interpretación más madura, después de Lisa y Marilyn en Mis 3 hermanas y Todos quieren con Marilyn, respectivamente.
En el año 2015, debuta en el teatro en la obra Las quiero a las dos junto a la mexicana Gaby Rivero y el venezolano Luis José Santander; dando vida a "Isabel".
Continua diversificando su carrera y participa en el cine en la película Santiago Apóstol dando vida a la madre de Jesús, María de Nazareth. La producción fue grabada en Almería, España con locaciones en Marruecos y México.
En 2015, vuelve al teatro siendo dirigida por Luis Fernández; nuevamente en la comedia Las quiero a las dos la cual es reestrenada en Miami, el 16 de octubre, compartiendo está vez escena con la también venezolana; Mimí Lazo y el mexicano Gabriel Porras. También protagoniza el reality show Rica, famosa, latina. Compartiendo junto a Mimi Lazo, Niurka Marcos y Sandra Vidal.
En la televisión, graba el capítulo: "Mi niña linda" en el unitario: Escándalos, de igual, en 2016, forma participa en una serie de comedia erótica en 2017 llamada: Tómame o déjame, ambos para la productoras: Nirvana Films y VIP2000. Realizó casting para la telenovela mexicana Pasión y poder, del productor José Alberto Castro, al final no fue seleccionada.
En 2022, participa en la serie de unitarios Amores que engañan, producida por Casablanca, Yahayra Films y VIP 2000 TV para Lifetime Latinoamérica.
En junio de 2023, regresa nuevamente a Venezuela para protagonizar la serie Dramáticas, realizada por Hispanomedios en conjunto con Venevisión.

## Filmografía

### Telenovelas y series
| Año       | Título                              | Personaje                                 |
| --------- | ----------------------------------- | ----------------------------------------- |
| 1997-1998 | Llovizna                            | Yolanda Sánchez "Llovizna"                |
| 1998      | Niña mimada                         | Federica Jorda                            |
| 1999      | Luisa Fernanda                      | Luisa Fernanda Riera                      |
| 2000      | Mis 3 hermanas                      | Lisa Estrada Morandi                      |
| 2001      | Yo soy Betty, la fea                | Alejandra Zingg                           |
| 2001-2002 | Secreto de amor                     | María Clara Carvajal                      |
| 2002-2003 | Todo sobre Camila                   | Camila Montes de Alba                     |
| 2004-2005 | Todos quieren con Marilyn           | Marilyn Moreira Gómez                     |
| 2006      | Mi vida eres tú                     | Daniela Álvarez / Bárbara Ródena de Borja |
| 2007      | Trópico                             | Angélica Santos                           |
| 2008      | Amas de casa desesperadas           | Susana Martínez                           |
| 2009-2010 | Alma indomable                      | Alma Pérez                                |
| 2011      | Rafaela                             | Rafaela Martínez                          |
| 2012-2013 | Dulce amargo                        | Mariana Wilhelm Díaz de Fernández         |
| 2014      | Misterios                           |                                           |
| 2015      | Escándalos - Episodio: «Niña linda» | Brigitte Philips                          |
| 2016      | Talion                              | Señora Steiner                            |
| 2017      | Tómame o déjame                     | Ida Hernández                             |
| 2017      | La fan                              | Salma Beltrán                             |
| 2019      | La fuerza de creer                  | Clara Martínez                            |
| 2020      | 100 días para enamorarnos           | Gloria Cruz                               |
| 2021      | Esta historia me suena              | Olga Salgado                              |
| 2021      | Pecado original                     | Nekane Jaugueri de Haggar                 |
| 2022-2023 | Amores que engañan                  | Ana Paula - Abigail                       |
| 2023      | Dramáticas                          | Marilyn Ortiz                             |

### Cine
| Año  | Título                 | Páis           | Personaje         | Nota  |
| ---- | ---------------------- | -------------- | ----------------- | ----- |
| 2016 | Inocente palomita      | Estados Unidos | Cristina Torres   | Corto |
| 2017 | Santiago Apóstol       | Estados Unidos | María de Nazareth |       |
| 2022 | Que Las Hay... Las Hay | Estados Unidos |                   |       |
| 2023 | Farándula la película  | Estados Unidos | Helena            |       |

### Teatro
| Año  | Título               | Personaje |
| ---- | -------------------- | --------- |
| 2015 | Las quiero a las dos |           |

### Programas de TV
| Año  | Título                | Canal                   | Rol                      |
| ---- | --------------------- | ----------------------- | ------------------------ |
| 1992 | Miss Venezuela 1992   | Venevisión              | Concursante (Miss Sucre) |
| 1996 | Nubeluz               | Panamericana Televisión | Presentadora             |
| 2010 | Mira quién baila      | Univision               | Participante             |
| 2017 | Rica, famosa y Latina | Estrella TV             | Ella misma (Temporada 5) |
| 2022 | Top Chef VIP          | Telemundo               | Participante             |
| 2023 | Divinísimas           | Venevisión              | Presentadora             |

## Premios y nominaciones

### Premios TVyNovelas (Colombia)
| Año  | Categoría                | Telenovela                | Resultado |
| ---- | ------------------------ | ------------------------- | --------- |
| 2005 | Mejor actriz protagónica | Todos quieren con Marilyn | Nominada  |